# Myiozetetes
Myiozetetes – rodzaj ptaków z rodziny tyrankowatych (Tyrannidae).

## Występowanie
Rodzaj obejmuje gatunki występujące w Meksyku, Ameryce Centralnej i Południowej.

## Morfologia
Długość ciała 14–18,5 cm, masa ciała 16,5–30 g.

## Systematyka

### Nazewnictwo
Nazwa rodzajowa jest połączeniem słów z języka greckiego: μυια muia, μυιας muias – „mucha” oraz ζητητης zetetes – „poszukiwacz”.

### Podział systematyczny
Do rodzaju należą następujące gatunki:
- Myiozetetes cayanensis (Linnaeus, 1766) – bentewi złotociemieniowy
- Myiozetetes similis (von Spix, 1825) – bentewi krasnociemieniowy
- Myiozetetes granadensis Lawrence, 1862 – bentewi szarogłowy
- Myiozetetes luteiventris (P.L. Sclater, 1858) – bentewi ciemnolicy